# 음악가

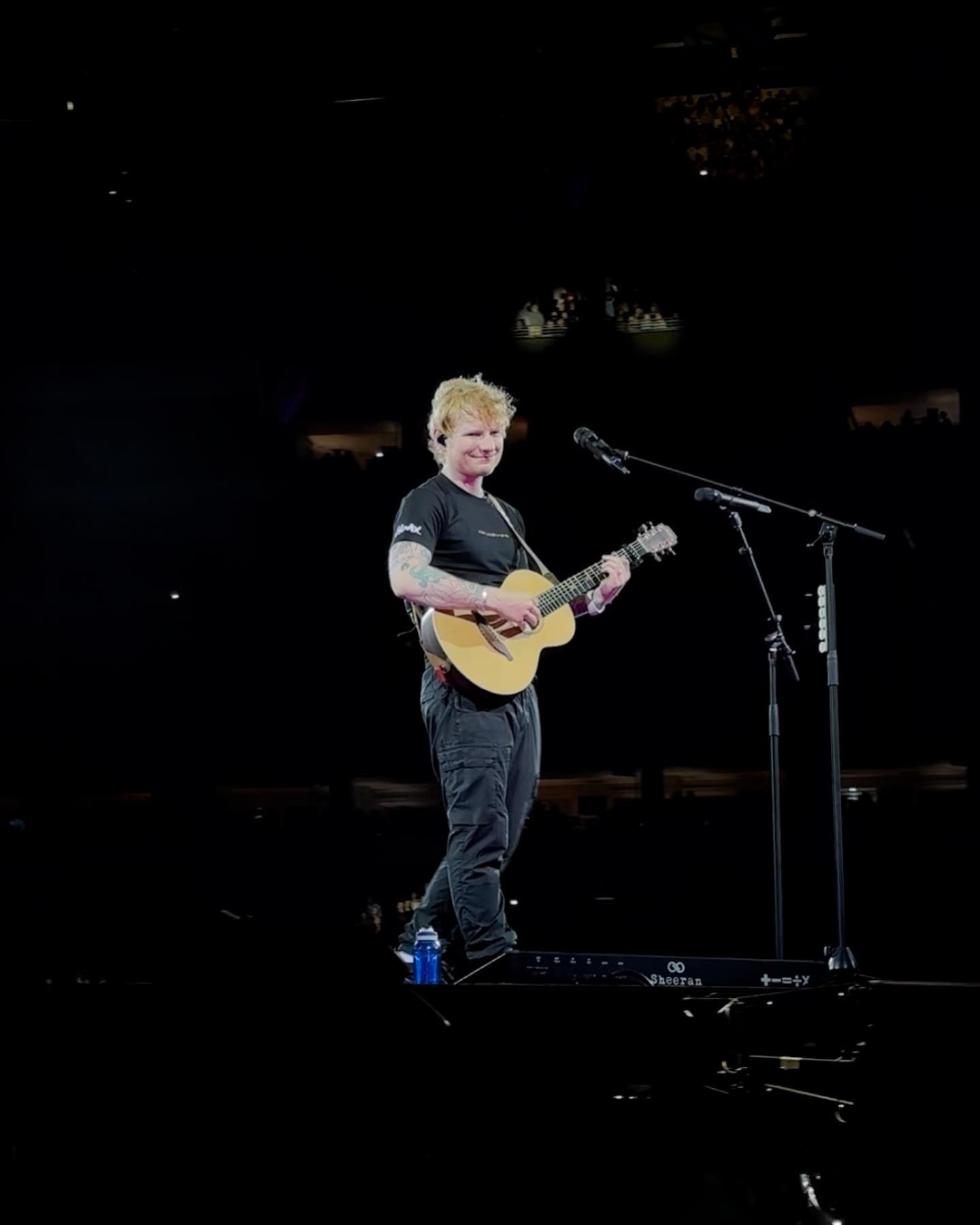
2023년 영국의 싱어송라이터 에드 시런

음악가(音樂家) 또는 뮤지션(musician)은 음악을 작곡하거나, 지휘하거나, 공연하는 사람이다. 미국 고용 서비스에 따르면, "음악가"는 음악을 전문직으로 삼는 사람을 지칭하는 일반적인 용어이다. 음악가에는 노래를 위한 음악과 노랫말을 모두 쓰는 송라이터와 음악 공연을 지휘하는 지휘자, 그리고 청중을 위해 연주하는 연주자가 포함된다. 음악 연주자는 일반적으로 보컬을 제공하는 가수(보컬리스트라고도 함)이거나 악기를 연주하는 연주자이다. 음악가는 혼자 연주하거나 그룹, 밴드 또는 오케스트라의 일원으로 연주할 수 있다. 음악가는 음악 장르를 전문으로 할 수 있지만, 많은 음악가들은 다양한 스타일을 연주하고 해당 장르를 혼합하거나 넘나들며, 음악가의 음악적 결과물은 문화, 기술, 생활 경험, 교육 및 창의적 선호도를 포함한 다양한 기술적 및 기타 배경 영향에 따라 달라진다. 음악을 녹음하고 발매하는 음악가는 종종 레코딩 아티스트라고 불리며, 주로 예술 음악, 미디어 사운드트랙 및 악보—영화, 연극 무대 제작, 비디오 게임 포함—또는 클래식 음악을 작곡하고 녹음하는 음악가는 일반적으로 작곡가라고 불린다. 음악 프로듀서는 반드시 음악가는 아니지만, 그들 스스로 음악가일 수 있다. 지휘자는 제스처를 통해 앙상블, 일반적으로 관현악단이나 합창단을 이끌고 실시간으로 지시하거나 지휘한다.

## 유형

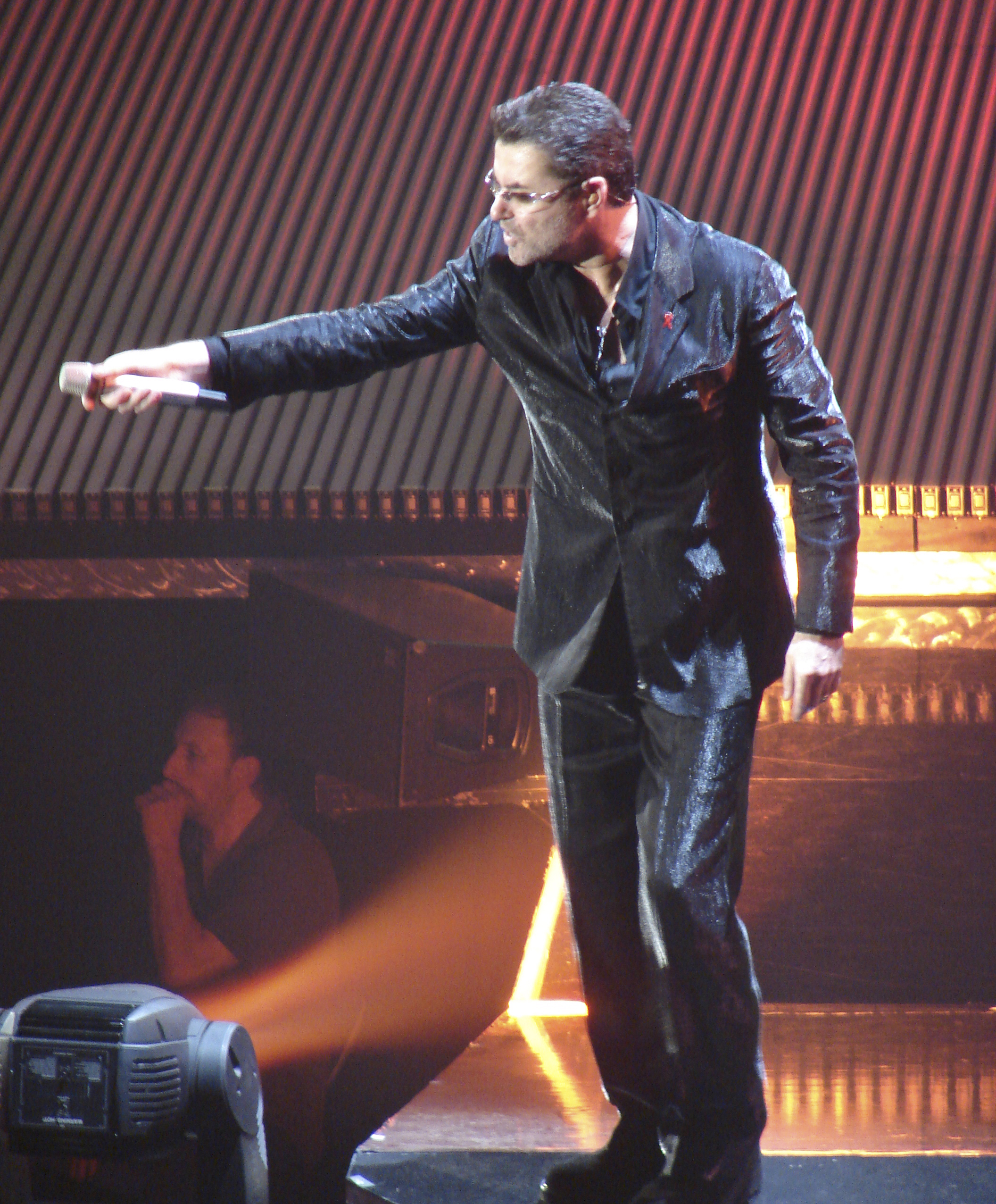
안트베르펜의 조지 마이클

### 작곡가
작곡가는 악곡을 만드는 음악가이다. 이 칭호는 주로 클래식 음악이나 영화 음악을 쓰는 사람들에게 사용된다. 대중음악을 위한 음악을 쓰는 사람들은 송라이터라고 불릴 수 있다. 주로 노래의 가사를 쓰는 사람들은 작사가라고 불릴 수 있다.

### 지휘자
지휘자는 음악 공연을 지휘한다. 지휘는 "제스처를 사용하여 여러 연주자나 가수들의 동시 연주를 지휘하는 기술"로 정의되어 왔다. 지휘자는 높은 지휘대에 서서 손동작이나 눈맞춤을 통해 음악가들과 소통한다.

### 연주자
연주자의 예로는 청중을 위해 연주하는 연주자와 가수가 포함되지만 이에 국한되지는 않는다. 음악가는 솔로 아티스트로 연주하거나 앙상블의 일부로 연주할 수 있다(예: 관현악단, 합창단 또는 팝 그룹).

### 프로듀서
음악 프로듀서는 앨범이나 노래의 사운드를 형성하고, 녹음 과정을 감독하며, 전반적인 창의적인 방향을 안내하는 데 중요한 역할을 한다. 그들은 종종 아티스트, 음악가, 오디오 엔지니어 및 기타 산업 전문가들과 긴밀하게 협력한다.

## 같이 보기
- 음악가 목록
- 작사가
- 작곡가
- 연주자
- 지휘자
- 가수
- 성악가
- 송라이터
- 싱어송라이터
- 음악 프로듀서